# 霍韋爾拉河
霍韋爾拉河（羅馬化：Hoverla）是烏克蘭的河流，位於該國西部外喀爾巴阡州，屬於白蒂薩河的支流，流經拉希夫區，河道全長12公里，流域面積72平方公里。